# Frăsuleni, Iași
Frăsuleni este un sat în comuna Victoria din județul Iași, Moldova, România.